# 陈柏松
陈柏松（1923年2月13日—2008年8月），四川仁寿人，汉族，中华人民共和国政治人物。

## 生平
陈柏松生于四川省仁寿县陵阳镇，父母是小商贩，家境贫寒。1940年从成都华西协和中学毕业，考入西南联合大学机械系，在叙永分校就读，1941年叙永分校撤销后转至昆明本部就读。在昆明求学期间开始接触到革命思想。
1944年初，应征加入远征军担任随军翻译，分配到新一军38师步兵112团任少校翻译，在印度和缅甸境内工作。抗日战争胜利后，陈柏松随部驻防曲靖，其间受地下党成员策动而脱离军队，潜逃回昆明。1945年8月，受地下党安排到普洱磨黑中学任教，并开展革命活动。1946年6月加入中国共产党。1947年春撤回昆明，到南菁中学任教。次年转至个旧云锡中学，以教师身份作掩护，开展革命工作。1948年2月，在妻子段亚华在华宁县盘溪镇的家中建起地下交通站。不久身份暴露，于五、六月间返回昆明任交通联络员。后又到中共昆明西城区委工作。同年7月15日，与进行爱国运动的学生在南菁中学被捕，后逃脱。1948年8月初，受派与妻子一同前往保山板桥中学工作，途中遇车祸受伤而未至；8月下旬被任命为中共滇西工委委员。1949年六、七月到砚山县阿猛镇向省工委书记郑伯克汇报工作；9月任中共滇西北地委委员，边纵七支队副政委兼政治部主任；10月和崔坦率军在剑川沙溪击退保安十四团。1950年1月，任中共大理地委首任书记；同年3月在领导干部调整中改任地委组织部长。
1951年底，到中共云南省委党校参加整党学习，1952年9月结束。之后调任昆明铁工厂厂长、党总支书记。1953年调至重工业部有色金属工业管理局西南分局，其后几年一直在施工现场工作。1957年5月，调个旧新光选矿厂；7月任云南省有色金属管理局基建处副处长。1958年4月在反右运动被错划为“右派”，开除党籍，改任普通技术员。1961年摘掉右派帽子。1966年“文革”开始后被送到元江农场劳改。数年转而下放到昆钢机修厂当技术员。
1979年予以平反，分配到云南省轻工业局任总工程师，随后又赴缅甸主持扩建米邻糖厂工程，历时一年。1982年1月，任云南省轻工业厅副厅长。任云南省政协第五届委员会常务委员兼联络委员会副主任，第六届常务委员兼经济建设科学技术委员会副主任。1993年7月离休。2008年8月在昆病逝，享年85岁。